# Litoria coplandi
Litoria coplandi là một loài nhái bén thuộc họ Pelodryadidae.
Đây là loài đặc hữu của Úc, phạm vi phân bố từ Kimberley của Tây Úc tới Arnhem Land và có ghi chép ở phía bắc của Queensland.
Môi trường sống tự nhiên của chúng là vùng cây bụi khô khu vực nhiệt đới hoặc cận nhiệt đới, đồng cỏ khô nhiệt đới hoặc cận nhiệt đới vùng đất thấp, sông có nước theo mùa, và vùng nhiều đá. 